# کت یری
کت یری مربوط به دوره اشکانیان است و در شهرستان ابهر، بخش مرکزی، دهستان صایین قلعه، روستای کبود چشمه واقع شده و این اثر در تاریخ ۲۶ دی ۱۳۸۶ با شمارهٔ ثبت ۲۰۵۴۴ به‌عنوان یکی از آثار ملی ایران به ثبت رسیده است.